# Duda Teixeira

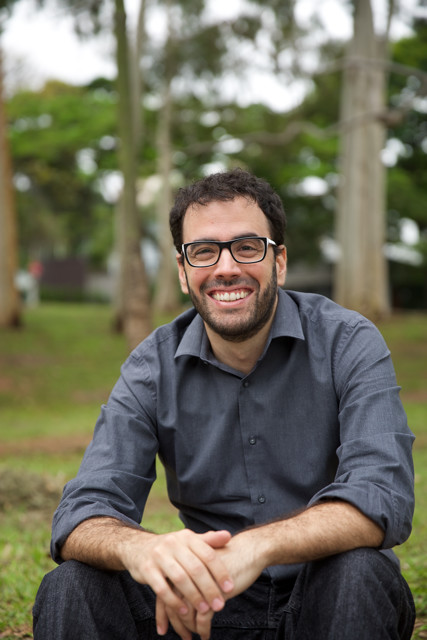
Duda Teixeira, jornalista e autor de livros

Duda Teixeira (Campinas, SP, 1975) é um jornalista brasileiro, formado pela Universidade de São Paulo.
É editor de internacional da revista Crusoé em São Paulo e autor de inúmeras reportagens, especialmente sobre a América Latina, como "Che - A farsa de um mito", escrito em parceria com o editor de Internacional Diogo Schelp.
Duda Teixeira escreveu, em coautoria com Leandro Narloch, o livro Guia politicamente incorreto da América Latina, da editora LeYa. Também foi o autor do livro sobre a mitologia grega O calcanhar do Aquiles, pela Editora Arquipélago. Em 2015, publicou o Guia Secreto de Buenos Aires, pela Editora Record.
Em agosto de 2015, Duda criou o blog Secreta Buenos Aires, com textos novos e trechos retirados do Guia Secreto de Buenos Aires. Em novembro desse mesmo ano estreou como colunista da Veja com o blog Dúvidas Universais, em que explica os fatos internacionais que desafiam a lógica e o bom-senso. Os melhores textos foram reunidos no livro 100 Dúvidas Universais da Veja.com.
Em 2019, o jornalista publicou o Almanaque do P... brasileiro, baseado em dezenas de entrevistas. No ano seguinte, traduziu duas obras de George Orwell: Homenagem à Catalunha e Recordando a guerra espanhola. Em 2022 ele lançou o livro Fome na Ucrânia: Os relatos do front do Holodomor, com a tradução de 40 reportagens do jornalista galês Gareth Jones.   